# Dépassement (typographie)
Pour les articles homonymes, voir Dépassement (homonymie).

Suite de lettres dont les dépassements sont signalés par des flèches rouges.

Un dépassement est, en typographie, un surcroît de hauteur que l'on donne à certaines lettres d'une même police de caractères. Il concerne souvent des lettres dont la partie haute est arrondie ou pointue, plutôt que plane, par exemple le A majuscule ou le O minuscule.
L'usage d'un tel excédent de hauteur est rendu nécessaire pour tromper l'œil humain et lui donner l'illusion à la lecture que les lettres sont toutes à la même taille. Un C et un T majuscules, par exemple, peuvent en effet ne pas paraître de même hauteur s'ils présentent en fait une distance rigoureusement similaire entre leur point le plus bas et leur point le plus haut.
Le dépassement varie selon les fontes.